# Guillermo Quintana Lacaci
Guillermo Quintana Lacaci (Ferrol, 6 de julio de 1916-Madrid, 29 de enero de 1984) fue un militar español.
Con veinte años se incorporó como cadete al bando sublevado en la guerra civil española. En 1979, fue nombrado capitán general de la i región militar con sede en Madrid, empleo en el que se encontraba cuando se produjo el golpe de Estado de 23 de febrero de 1981. Alineado del lado de la legalidad constitucional, facilitó con su actitud el fracaso del golpe. Murió asesinado por pistoleros de ETA el 29 de enero de 1984.

## Biografía

### Inicios de su carrera militar
Hijo y nieto de militares, Guillermo Quintana Lacaci nació en el Ferrol (La Coruña) en 1916 e ingresó en la Academia General Militar en 1935, después de haber cursado el primer año de carrera de Ciencias Exactas, como era preceptivo en aquella época, en la Universidad de Santiago de Compostela.

### Guerra Civil y Segunda Guerra Mundial
El 18 de julio de 1936 le sorprendió en Cee (La Coruña) siendo ya cadete del arma de Infantería. Participó en la Guerra Civil Española primero como alférez alumno y después como teniente provisional, alistado en el Regimiento de Infantería Zamora n.º 8 y más tarde en el IV Tabor de Regulares de Ceuta.
Se alistó voluntario en la División Azul para combatir en la campaña de Rusia, siendo condecorado con la Cruz de Hierro de 2.ª clase y la Medalla Militar Individual

### Carrera militar en el franquismo
Con la categoría de general ejerció el mando de la Brigada de Alta Montaña de Jaca y fue director de la Academia General Militar de Zaragoza, Segundo jefe de tropas en Galicia y Gobernador militar de Pontevedra, subinspector de la VIII Región Militar y gobernador militar de La Coruña. Al ser promovido a teniente general se puso al frente de la I Región Militar en la que permaneció desde mayo de 1979 hasta abril de 1982.

### Actuación durante el golpe de Estado del 23-F
Siendo capitán general de Madrid, se produjo el golpe de Estado del 23-F de 1981, en el que de inmediato acató las órdenes del Rey de no mover las tropas a su mando. La unidad del ejército mejor armada, la División Acorazada Brunete, se encontraba entonces acuartelada en la I Región Militar, por ello cuando su jefe, el general José Juste, llamó a Quintana Lacaci anunciándole que se disponía a ocupar Madrid por orden del general Milans del Bosch, le ordenó que revocase las medidas adoptadas y mantuviese acuartelada la división, haciendo que regresasen aquellas unidades que ya hubiesen salido a la calle o se dispusiesen a hacerlo. Juste acató la orden y a partir de ese momento dio marcha atrás con la intervención de Quintana Lacaci quien inició un forcejeo telefónico con los jefes de regimiento de la «Brunete», que minutos atrás habían obedecido la orden de tomar Madrid y ahora se negaban a obedecer la contraorden o aplazaban su cumplimiento cuanto podían. Horas después, informado de los hechos, también ordenó que el general Luis Torres Rojas, que se había desplazado desde Galicia a la DAC, abandonara inmediatamente Madrid.

## Atentado y muerte
El 29 de enero de 1984, el teniente general Quintana Lacaci se dirigía a pie y sin escolta a su domicilio, situado en una colonia de viviendas militares, después de asistir como cada domingo y a la misma hora a misa de mediodía en la parroquia de Cristo Rey (situada en el número 91 de la calle de Martín de los Heros, muy próxima al lugar del atentado). Iba en compañía de su mujer, María Elena Ramos, de 58 años, que resultó herida leve en una pierna y fue trasladada minutos después al hospital militar Generalísimo Franco, donde fue atendida. Cuando se aproximaban al portal número 20 de la calle de Romero Robledo, concretamente entre los números 16 y 18, dos personas (identificadas posteriormente como los pistoleros de ETA Henri Parot y Juan Lorenzo Lasa Mitxelena Tkikierdi), comenzaron a disparar contra el militar, por detrás y a bocajarro. En total fueron encontrados 13 casquillos de 9 mm Parabellum, marca Geco, munición habitualmente utilizada por ETA Militar.
El teniente general Quintana Lacaci cayó fulminado al suelo, con varios disparos en la cabeza, sin que le diera tiempo a utilizar una pequeña pistola que llevaba. Quintana, ya sin vida, fue atendido inmediatamente por su esposa, que comenzó a gritar "Policía, policía", mientras numerosos vecinos, alertados por los disparos, intentaban prestar los primeros auxilios. En el curso del tiroteo resultó también herido levemente el coronel retirado Ángel Francisco Gil Pachón, de 64 años, que paseaba por el lugar de los hechos. Los autores de los disparos huyeron en un automóvil Renault 18 de color blanco, en el que se encontraban otras dos personas, una de ellas al volante.

### Juicio y condenas por el atentado
En sentencia dictada el 27 de diciembre de 1996, la Audiencia Nacional condenó a los miembros de ETA Henri Parot y Juan Lorenzo Lasa Mitxelena Tkikierdi, a sendas penas de 30 años de cárcel por el atentado. A Parot, uno de los integrantes del comando itinerante, también se le condenó a 8 meses de cárcel por dos delitos de lesiones. También establecía que ambos debían indemnizar a los herederos del militar asesinado con 50 millones de pesetas, aunque se decretó la insolvencia de ambos terroristas.